# Thanatos (videojuego)
Thanatos fue un juego de género arcade desarrollado por Mike Richardson (autor de juegos como Saboteur 2 o Sigma Seven), con música de Rob Hubbard y editado por Durell Software en 1986.
En el juego el jugador controla a un dragón para acabar con una maldición. Para ello, tenía que llevarle a lo largo de tres castillos en los que debía recoger a la princesa Eros en el primero, un libro de hechizos en el segundo y soltar el hechizo en el tercero. El dragón puede moverse a izquierda y derecha en una pantalla que se desplaza mediante scroll lateral a varios niveles (es decir, en el que los objetos de fondo se mueven a distinta velocidad que los más cercanos) especialmente sofisticado dadas las posibilidades gráficas del ordenador. Los escenarios principales eran campo abierto, cuevas (muy peligrosas pues había desprendimientos a evitar) y ciudades amuralladas en los que era necesario penetrar quemando la puerta, así como sobrevivir a los ataques en su interior.Estos ataques estaban realizados por humanos, de pequeñas dimensiones con respecto al dragón. Fuera de las ciudades también teníamos otros enemigos como arañas colgantes, en las cuevas, y otros dragones, en terreno abierto.
El juego era extenso pero no especialmente difícil dada la tendencia de la época (años 1980) en los que los juegos eran mucho más difíciles que en la actualidad.La particularidad del juego eran sus enormes protagonistas, como el propio dragón, que probablemente fuera uno de los gráficos más grandes sacados hasta la fecha. Se sacaron versiones para Amstrad CPC, Commodore 64 y ZX Spectrum.
- Datos: Q6143886